# Michael Hübner
Pour les articles homonymes, voir Hübner.
Michael Hübner, né le 8 avril 1959 à Karl-Marx-Stadt (République démocratique allemande) et mort le 12 novembre 2024 à Chemnitz (Allemagne), est un coureur cycliste est-allemand puis allemand. 
Spécialiste de la piste, il a été trois fois champion du monde de keirin, deux fois champion du monde de vitesse, et champion du monde de vitesse par équipes en 1995 avec Jens Fiedler, Jan van Eijden.

## Biographie

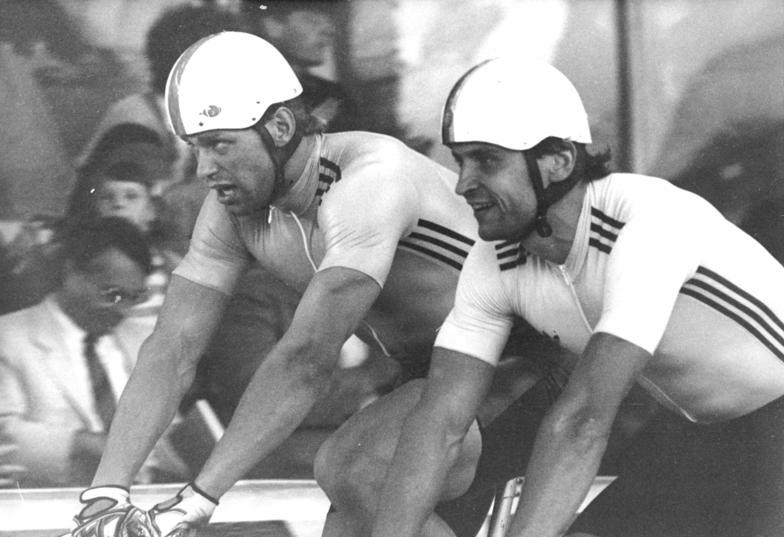
Michael Hübner et Lutz Heßlich en 1985.

## Palmarès

### Championnats du monde amateurs
- Zurich 1983
  -  Médaillé de bronze de la vitesse
- Bassano di Grappa 1985
  -  Médaillé d'argent de la vitesse
- Colorado Springs 1986
  -  Champion du monde de vitesse
- Vienne 1987
  -  Médaillé de bronze de la vitesse
- Lyon 1989
  -  Médaillé d'argent de la vitesse

### Championnats du monde professionnels
- Maebashi 1990
  -  Champion du monde de vitesse
  -  Champion du monde de keirin
- Stuttgart 1991
  -  Champion du monde de keirin
- Valence 1992
  -  Champion du monde de vitesse
  -  Champion du monde de keirin
- Hamar 1993
  -  Médaillé d'argent de la vitesse
- Palerme 1994
  -  Médaillé d'argent du keirin
  -  Médaillé de bronze de la vitesse
- Bogota 1995
  -  Champion du monde de vitesse par équipes (avec Jens Fiedler, Jan van Eijden)
  -  Médaillé d'argent du keirin
- Manchester 1996
  -  Médaillé d'argent de la vitesse par équipes

### Goodwill Games
- 1986
  -  Médaillé d'argent de la vitesse

### Grands Prix
- Grand Prix de Paris en 1982, 1989, 1990 et 1993
- Grand Prix de Copenhague en 1985, 1990 et 1995

### Championnats nationaux
- 1981
  -  Champion d'Allemagne de l'Est de vitesse
- 1989
  -  Champion d'Allemagne de l'Est de vitesse
- 1996
  -  Champion d'Allemagne de vitesse par équipes (avec Jens Fiedler et Jan van Eijden)

## Distinction
- En 2002, Michael Hübner fait partie des coureurs retenus dans le Hall of Fame de l'Union cycliste internationale[2].